# Rhett Reese
Pour les articles homonymes, voir Reese.
Rhett Reese est un scénariste et producteur de cinéma de télévision américain. Il collabore très régulièrement avec Paul Wernick.

## Biographie
Rhett Reese et Paul Wernick collaborent pour la première fois en 2001 : ils créent, écrivent et assurent la production de The Joe Schmo Show, diffusée dès 2003 sur Spike TV. Cette émission de téléréalité vaut à la chaîne les taux d’audience les plus élevés de toute son histoire et figure sur plusieurs listes des meilleures émissions de l’année (dont le Top 10 des meilleures émissions de télé de l’année de Time Magazine et le classement des 50 meilleures émissions de télévision d’Entertainment Weekly). Elle est adaptée dans plusieurs pays, notamment en France sous le titre Gloire et Fortune ou en espagnol sous le titre El show de Cándido. Après Joe Schmo 2, ils créent, toujours pour Spike TV, l’émission originale Invasion Iowa, une série de comédie à fort concept avec William Shatner.
Rhett Reese participe à l'écriture de plusieurs films d'animation comme Dinosaure (2000), Monstres et Cie (2001) ou encore Clifford's Really Big Movie (2004). Il écrit également le script de Sexe Intentions 3 qui sort en 2004.
Il écrit ensuite son premier long métrage avec son compère Paul Wernick, Bienvenue à Zombieland, sur lequel ils officient comme producteurs délégués. Mettant en vedettes Woody Harrelson, Jesse Eisenberg, Emma Stone et Abigail Breslin, le film est bien accueilli par la critique et est l'un des succès surprise avec plus de 102 000 000 $ de recettes dans le monde.
Rhett Reese et Paul Wernick collaborent ensuite pour la suite de G.I. Joe : Le Réveil du Cobra, G.I. Joe : Conspiration de Jon Chu, avec Dwayne Johnson, Channing Tatum et Bruce Willis. Le film reçoit des critiques plutôt négatives mais rapporte plus de 375 millions de dollars dans le monde.
Après avoir tenté de développer une série télévisée Zombieland (ils écrivent un pilote finalement non retenu), Rhett Reese et Paul Wernick reviennent sur le devant de la scène avec Deadpool de Tim Miller, qui sort en 2016. Ryan Reynolds y incarne le personnage éponyme de Marvel Comics dans un film parodique et décalé dans lequel le personnage principal brise régulièrement le « quatrième mur ». Malgré son interdiction au moins de 17 ans aux Etats-Unis, le film est un véritable succès mondial : 783 112 979 $ de recettes mondiales pour un budget de seulement 58 millions.
Toujours avec Paul Wernick, il écrit le film de science-fiction Life : Origine inconnue, réalisé par Daniel Espinosa, avec notamment Jake Gyllenhaal, Rebecca Ferguson et Ryan Reynolds. Ils écrivent après cela la suite tant attendue de Deadpool. Deadpool 2, cette fois mis en scène par David Leitch, sort en 2018 et réalise environ les mêmes résultats au box-office que le premier opus
Ils écrivent ensuite deux films qui sortiront en 2019 : Six Underground de Michael Bay et surtout Zombieland: Double Tap de Ruben Fleischer qui sort 10 ans après Bienvenue à Zombieland.

### Vie privée
Il est marié à l'actrice et scénariste Chelsey Crisp depuis 2016.

## Filmographie
Sauf indication contraire, les informations mentionnées dans cette section peuvent être confirmées par la base de données cinématographiques IMDb,  présente dans la section « Liens externes ».

### Scénariste
- 2000 : Dinosaure de Ralph Zondag et Eric Leighton (participation non créditée)
- 2001 : Monstres et Cie (Monsters, Inc.) de Pete Docter (participation non créditée)
- 2003-2013 : The Joe Schmo Show (en) (émission de téléréalité) (créateur)
- 2004 : Clifford's Really Big Movie de Robert C. Ramirez et Steve Trenbirth
- 2004 : Sexe Intentions 3 (Cruel Intentions 3) de Scott Ziehl
- 2005 : Invasion Iowa (série TV)
- 2005 : Tarzan 2 : L'Enfance d'un héros (Tarzan II: The Legend Begins) de Brian Smith (participation non créditée)
- 2005 : Stuck on Dirty (série TV documentaire) (créateur)
- 2009 : Bienvenue à Zombieland (Zombieland) de Ruben Fleischer
- 2013 : G.I. Joe : Conspiration (G.I Joe: Retaliation) de Jon Chu
- 2013 : Zombieland (téléfilm) d'Eli Craig (pilote pour un projet de série télévisée)
- 2016 : Deadpool de Tim Miller
- 2017 : Life : Origine inconnue (Life) de Daniel Espinosa
- 2018 : Deadpool 2 de David Leitch
- 2019 : Wayne (série télévisée) - 1 épisode
- 2019 : Six Underground de Michael Bay
- 2019 : Retour à Zombieland (Zombieland: Double Tap) de Ruben Fleischer
- 2022 : Spiderhead de Joseph Kosinski
- 2023 : Ghosted de Dexter Fletcher
- 2024 : Deadpool et Wolverine de Shawn Levy

### Producteur / producteur délégué
- 2003-2004 : The Joe Schmo Show (en) (émission de téléréalité)
- 2005 : Invasion Iowa (série TV)
- 2005 : Stuck on Dirty (série TV documentaire)
- 2009 : Bienvenue à Zombieland (Zombieland) de Ruben Fleischer
- 2013 : Zombieland (téléfilm) d'Eli Craig
- 2016 : Deadpool de Tim Miller
- 2018 : Deadpool 2 de David Leitch
- 2019 : Wayne (série télévisée) - 1 épisode
- 2019 : Six Underground de Michael Bay
- 2023 : Ghosted de Dexter Fletcher
- 2025 : Wild Speed Girl (Eenie Meanie) de Shawn Simmons